# Johan II. de Witt

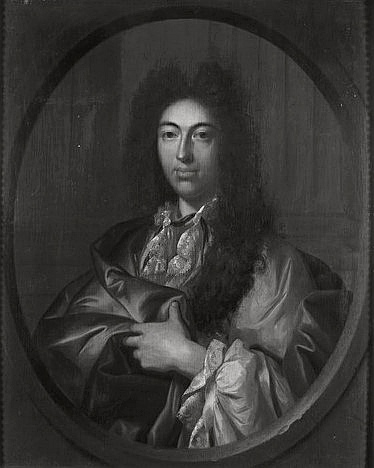
Johan de Witt

Johan de Witt (auch Jan de Witt; * 27. Mai 1662 in Den Haag; † 24. Januar 1701 in Dordrecht) war der älteste Sohn des niederländischen Staatsmanns und Ratspensionärs Johan de Witt. Als Erbe seines Vaters trug er die Titel eines Heeren von Zuid- und Noord-Linschoten, Snelrewaard, Hekendorp und Ijsselveere. De Witt war Gelehrter, Sammler, Reisender als auch Sekretär von Dordrecht.

## Leben

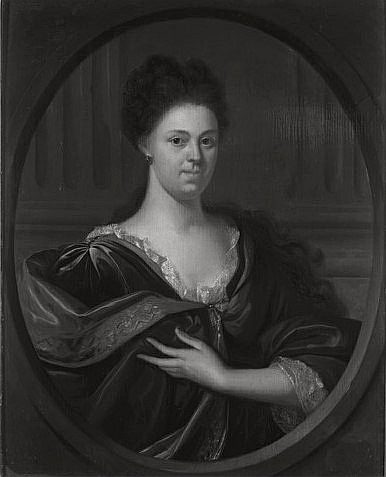
Seine Ehegattin Wilhelmina de Witt

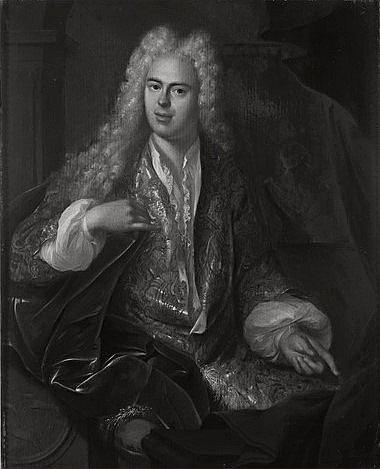
Dessen jüngerer Sohn Cornelis de Witt (1696–1769)

Johan de Witt entstammte dem Dordrechter Geschlecht De Witt, einer der ältesten Patrizierfamilien Hollands; er wuchs in Den Haag auf, der Residenzstadt seines Vaters Johan de Witt. Nach dem frühen Tod seiner Mutter Wendela Bicker kümmerten sich auch seine Verwandten, Gerard Bicker (I) van Swieten und Catherina van Sijpesteijn, die im selben Haus wohnten um deren Neffen und Nichten. Seine beiden weiteren Onkeln Jean Deutz und Pieter de Graeff wurden Vormunden, und für die Abwicklung des mütterlichen Nachlasses zuständig. Nach der Ermordung seines Vaters und seines Onkels Cornelis de Witt 1672 wurde er mitsamt seinen vier Geschwistern und ihrem Großvater Jacob de Witt auf Schloss Ilpenstein in Sicherheit gebracht. Bis zu seiner Volljährigkeit befanden sich die jungen Geschwister De Witt in Obhut von Pieter de Graeff, eines weiteren Onkels.
Johan de Witt studierte Rechte an der Universität Leiden. Nach dem Studium bereiste er Deutschland, die Schweiz, Italien und Griechenland. 1688 wurde er zum Sekretär (Greffier) der Heimatstadt seines Geschlechts benannt. Aufgrund seiner Abstammung konnte er in der oranisch bestimmten Zeit der 1680/1690er Jahre jedoch keine wichtigen Ämter ausüben.
Am 25. März 1692 heiratete De Witt seine Cousine Wilhelmina de Witt (* 3. Juli 1671; † 7. Februar 1701), die jüngste Tochter seines Onkels Cornelis de Witt. Dieser Ehe entstammten die Söhne Johan und Cornelis (1696–1769) sowie die Tochter Wendela Maria (1693–1709). Die Bildnisse des Ehepaares De Witt befinden sich heute im Huis ten Bosch und im Gemeentemuseum in Den Haag.

## De Witt als Gelehrter und Sammler
De Witt war ein anerkannter Gelehrter seiner Zeit, wenn er auch, wie ein Zeitgenosse bemerkte, aufgrund seines familiären Hintergrundes weniger in seiner Heimat, als in der gelehrten Welt des Auslandes in hohem Ansehen stand. Durch Reisen, so nach Frankreich und Italien 1685/1686 und durch seine Korrespondenz – unter anderem mit Claude Nicaise und mit Pierre Bayle – nahm er am wissenschaftlichen Austausch teil.
Besondere Verdienste erwarb er sich durch das Sammeln von Büchern und Handschriften. Schon sein Vater, nicht nur ein einflussreicher holländischer Politiker seiner Zeit, sondern auch ein vielseitiger Gelehrter und namhafter Mathematiker, hatte eine bedeutende Sammlung von Büchern, Manuskripten, Zeichnungen und Antiquitäten angelegt, die dann auch einem politischen Gegner den Anlass bot zu einer unter dem Namen seines Freunds und Ratskollegen Nicolaas Vivien publizierten Schmähschrift, welche sich als Auktionskatalog dieser Bibliothek ausgab. Der Sohn Johan de Witt setzte als Erbe der väterlichen Bibliothek dessen Sammeltätigkeit durch eigene Erwerbungen fort und kaufte unter anderem in Neapel eine der für die Forschung noch heute textgeschichtlich wichtigsten Lukian-Handschriften, die später in den Besitz von Robert Harley gelangte und heute als Codex Harleianus 5694 im British Museum aufbewahrt wird. Noch zu seinen Lebzeiten, im September 1696, wurden diese Sammlung oder Bestände daraus in Dordrecht zum Verkauf angeboten, mit einem Katalog, der die Sammlung als „collecta a Jano Albino J. V. D.“ („gesammelt von Janus Albinus, Doktor beider Rechte“) bezeichnet. Das Pseudonym Janus Albinus ist unschwer als Latinisierung des Namens „J(oh)an“ und „de Witt“ zu erkennen (nl. wit und lat. albinus sind Bezeichnungen der Farbe „Weiß“). In der Forschung ist allerdings strittig, ob dieses Pseudonym auf den Sohn Johan de Witt oder aber auf den Vater zu beziehen ist, der auch unter dem lateinischen Namen „Janus de Witt“ bekannt war. Unstrittig ist jedoch, dass der Sohn die väterliche Sammlung durch eigene Erwerbungen zumindest erweitert hat und auch an der Redaktion des Kataloges von 1696 beteiligt war.
Als Johan de Witt am 24. Januar 1701 und zwei Wochen später auch seine Ehefrau starb, kam der verbliebene Bestand seiner Bibliothek zur Sicherung des Unterhalts ihrer minderjährigen Kinder im Oktober und November desselben Jahres zum Verkauf. Der Katalog, von Johann Georg Graevius mit einer Einleitung und Würdigung seiner Verdienste versehen, verzeichnete 7878 Stücke, darunter 269 Manuskripte.

## Kataloge der Bibliotheca Wittiana
- Catalogus van boecken in de byblioteque van Mr. Jan de Witt, door sijn discipel den pensionaris van Vivien [ohne Jahr, ohne Angabe des Druckers und Ort]; Appendix van t Catalogus van de boecken van Mr. Jan de Wit. Bestaende in een partye curieuse en secrete manuscripten. Welcke verkocht sullen werden op de Zael van 's Graven-Hage, Maendagh den 5 Septemb. [oder Julij] 1672 en de volgende dagen. Vermeerdert met een tweede deel, Den Haag: bij de Druckers van de Historie van Wisquevort [ohne Jahr]: kein realer Katalog, sondern eine unter falschem Namen gedruckte Sammlung erfundener Buchtitel, gedacht als politische Schmähschrift gegen den Vater Johan de Wit.

- Catalogus Librorum in omni studiorum genere, facultate, et lingua: inter quos excellung Patres, Historici, Literatores, Antiquarii, & Numismatici; tam Manuscripti quam impressi; ut & multi a Jano Parrhasio, Jos. Scaligero, CL Salmasio, Fulv. Ursino, Nic. Rigaltio, Dan. & Nic. Heinsiis, aliisque viris doctiss. emendati, & eorum manibus notati. Collectio plurimarum Iconum, Tabularumque chartacearum. Virorum illustrorum Effigies. Item Thesaurus Numismatum antiquorum. Omnia assiduo labore ac studio collecta a Jano Albino J. V. D.: Quae publica auctione distrahentur Dordraci in aedibus Cornelii Willegaerts […] ad diem 24 Septembris, & sequentibus, stylo Gregoriano; 1696 [Dordrecht: Cornelis Willegaerts, 1696]

- Catalogus Bibliothecae luculentissimae, & exquisitissimis ac rarissimis in omni disciplinarum & linguarum genere libris, magno studio, dilectu & Sumptu quaesitis, instructissimae, a Joanne de Witt, Joannis Hollandiae Consiliarii & Syndici, magnique Sigilli Custodis, Filio. Illius Auctio habebitur Dordraci, in aedibus defuncti, 20 Octobris 1701. [Dordrecht: Apud Theodorum Goris, & Joannem van Braam, Bibliopolas, 1701] (Online-Version/PDF bei Google Books)

- Bibliothecae Wittianae pars secunda; sive numismatum ac operis prisci thesaurus: Prout eum, indefesso labore & magnis sumptibus, collegit nobilissimus Jo. de Witt, Dordracen. Reip. à Secretis; &c. Juxta Catalogi seriem publicè distrahetur, in aedibus Domini defuncti, Die mensis 1701 [Amsterdam: Ex Typographia Franciscus Halma, 1701] (Online-Version/PDF bei Google Books)